# St Anthony in Roseland
St Anthony är en by i civil parish Gerrans, i distriktet Cornwall, i grevskapet Cornwall i England. Byn är belägen 13 km från Truro. St Anthony in Roseland var en civil parish fram till 1934 när blev den en del av Gerrans. Civil parish hade 100 invånare år 1931.